# День працівників стандартизації та метрології
День працівників стандартизації та метрології — професійне свято України. Відзначається щорічно 10 жовтня.

## Історія свята
Свято встановлено в Україні «…ураховуючи вагомий внесок працівників сфери стандартизації та метрології у розвиток економіки держави…» згідно з Указом Президента України «Про День працівників стандартизації та метрології» від 8 жовтня 2002 року № 910/2002.